# Sami Chouchi
Sami Chouchi [Sámi Chauchí] (* 22. března 1993 Brusel) je belgický zápasník–judista tuniského-marockého původu.

## Sportovní kariéra
Narodil se v Bruselu do rodiny přistěhovalců ze severní Afriky – otec Tunisan, matka Maročanka. S judem začínal v Uccle v klubu La Chênaie pod vedením Alexandre Lespineuxe. V belgické reprezentaci se pohybuje od roku 2014 v lehké váze do 73 kg. V roce 2016 se na olympijské hry v Riu nekvalifikoval. Od roku 2017 startuje ve vyšší polostřední váze do 81 kg.

### Vítězství
- 2018 – 1× světový pohár (Oberwart)

## Výsledky
| Olympijské hry     |     | —   |     |     |     | — |     |    |  |  |  |  |  |  |  |  |  |  |  |  |  |  |  |  |  |
| Mistrovství světa  | —   |     | —   | —   | úč. |   | —   |    |  |  |  |  |  |  |  |  |  |  |  |  |  |  |  |  |  |
| Evropské hry       |     |     |     |     | úč. |   |     |    |  |  |  |  |  |  |  |  |  |  |  |  |  |  |  |  |  |
| Mistrovství Evropy | —   | —   | —   | úč. | úč. | — | úč. | 2. |  |  |  |  |  |  |  |  |  |  |  |  |  |  |  |  |  |
| ME do 23 let       | —   | —   | —   | —   | —   |   |     |    |  |  |  |  |  |  |  |  |  |  |  |  |  |  |  |  |  |
| MS juniorů         | —   |     | úč. |     |     |   |     |    |  |  |  |  |  |  |  |  |  |  |  |  |  |  |  |  |  |
| ME juniorů         | úč. | úč. | 3.  |     |     |   |     |    |  |  |  |  |  |  |  |  |  |  |  |  |  |  |  |  |  |